# کلینگنبرگ آم ماین
شهر کلینگنبرگ آم ماین (به آلمانی: Klingenberg am Main) در ایالت بایرن در کشور آلمان واقع شده‌است.

## نگارخانه

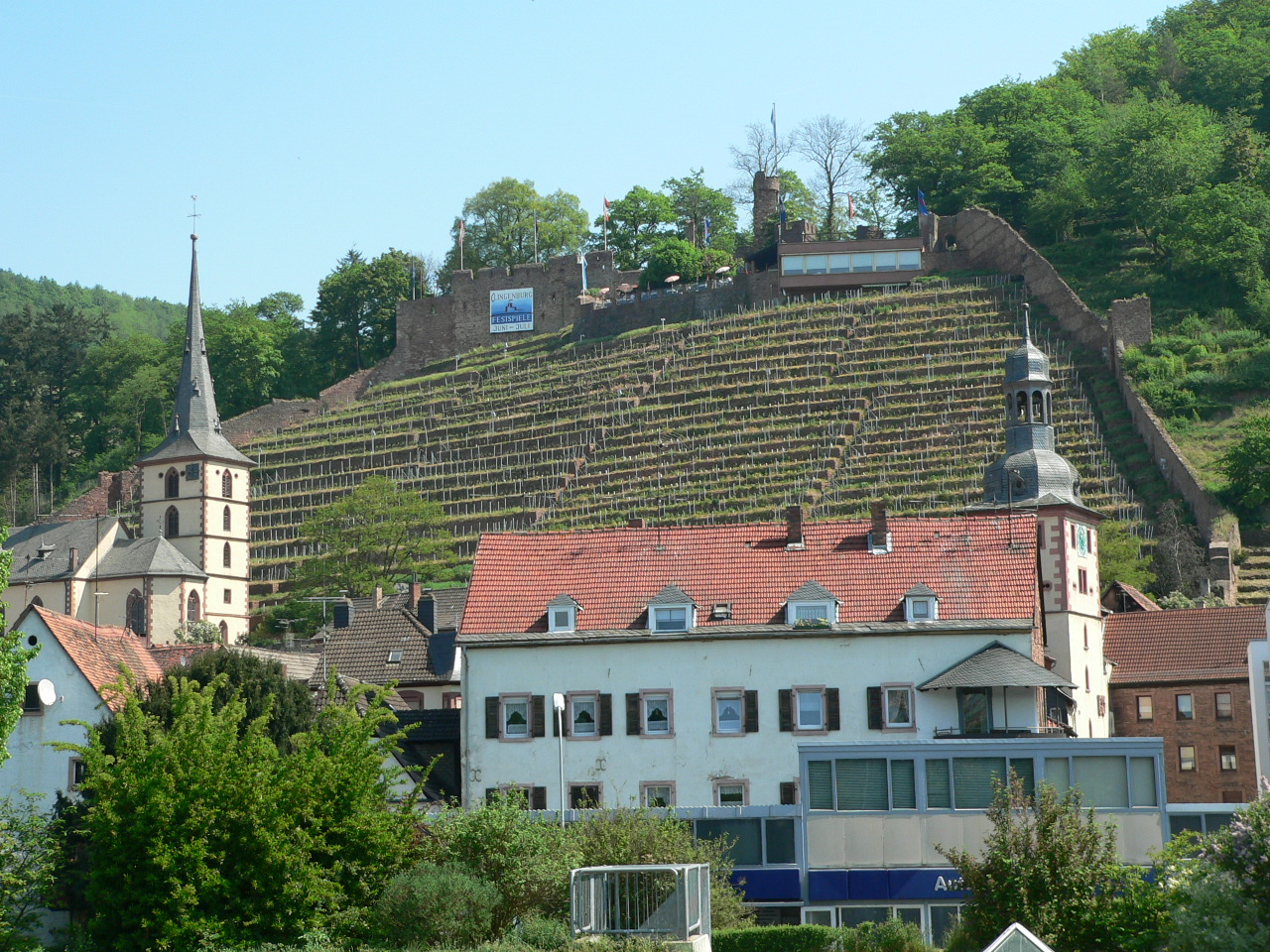
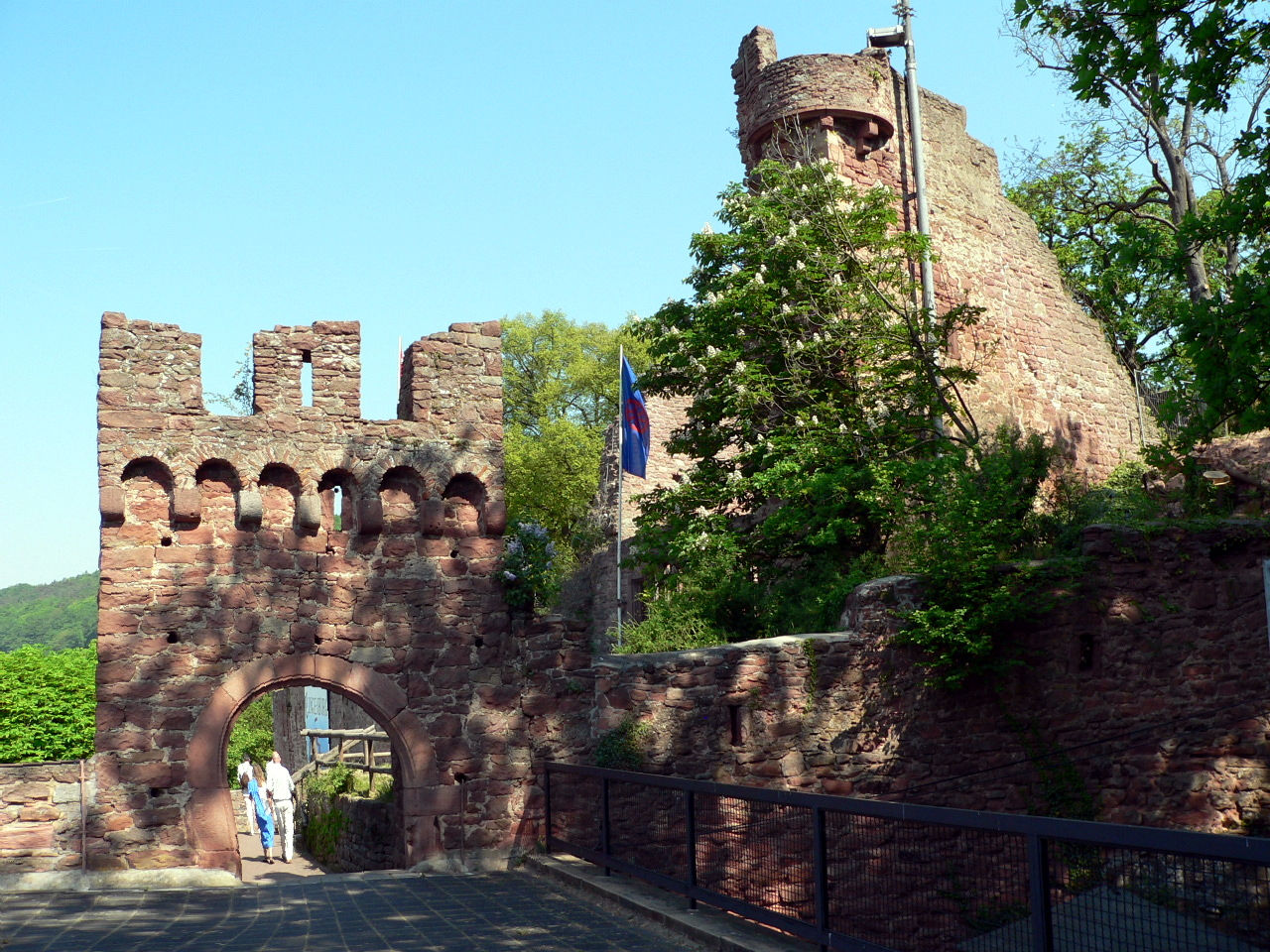
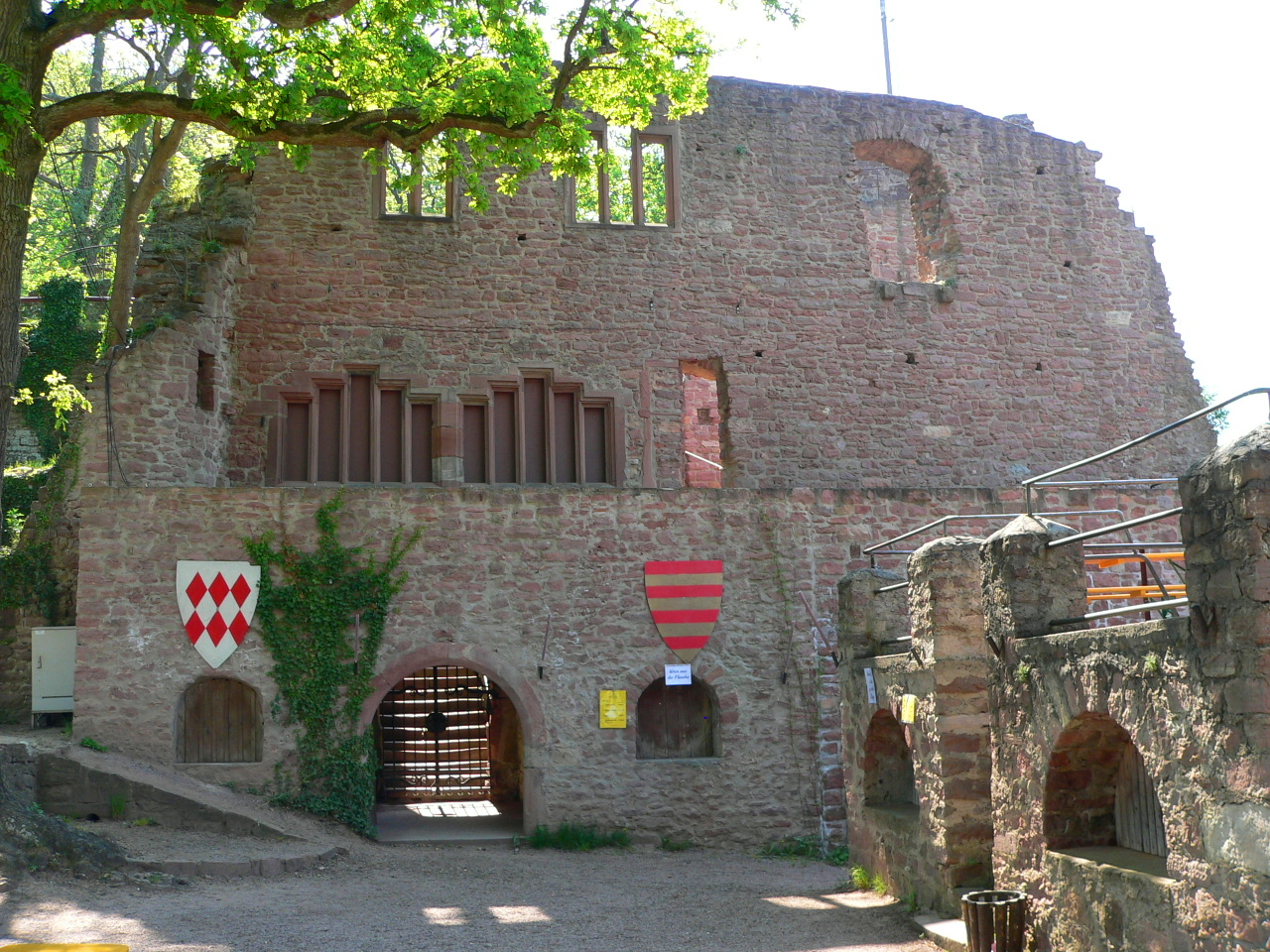
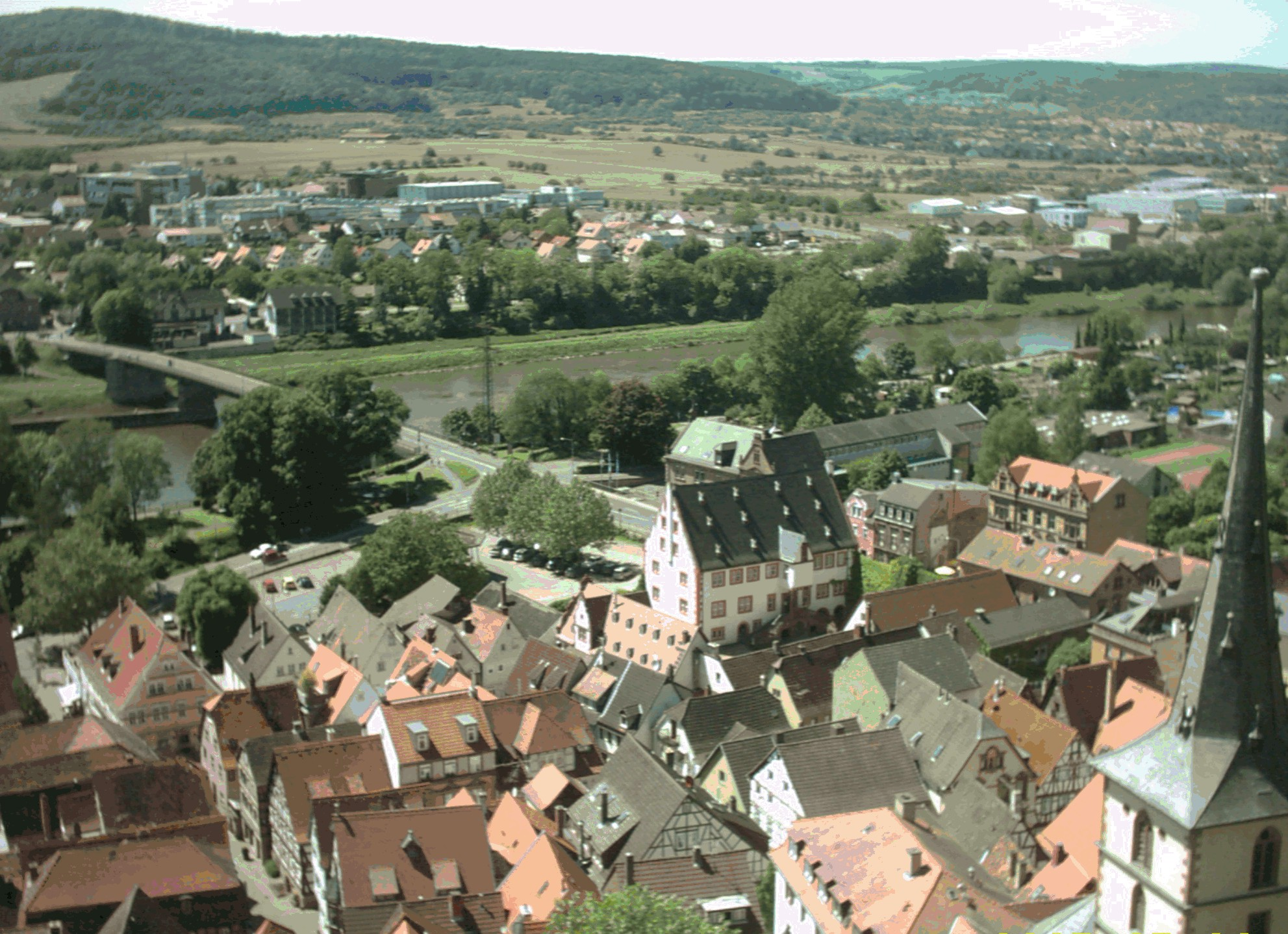
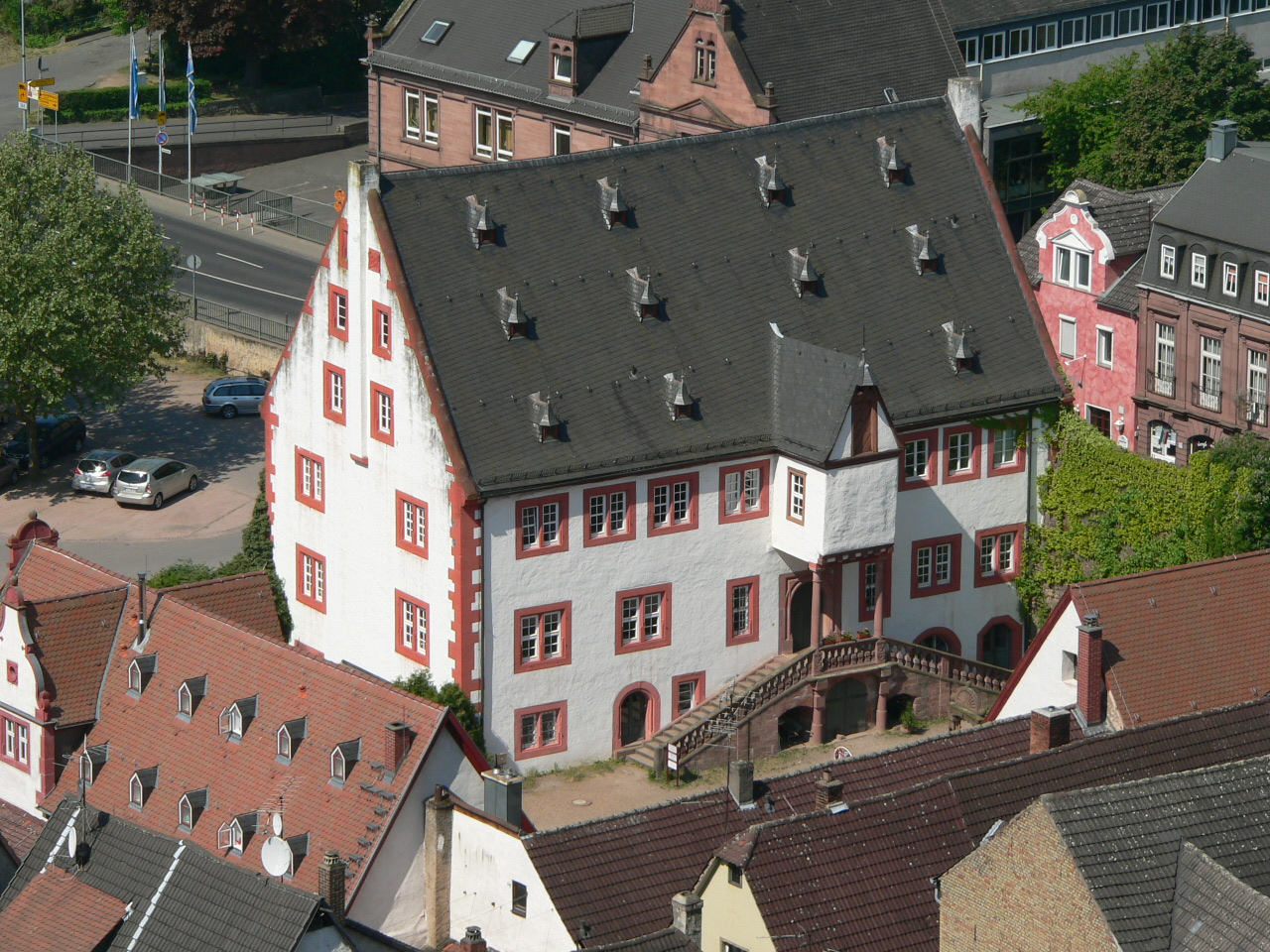
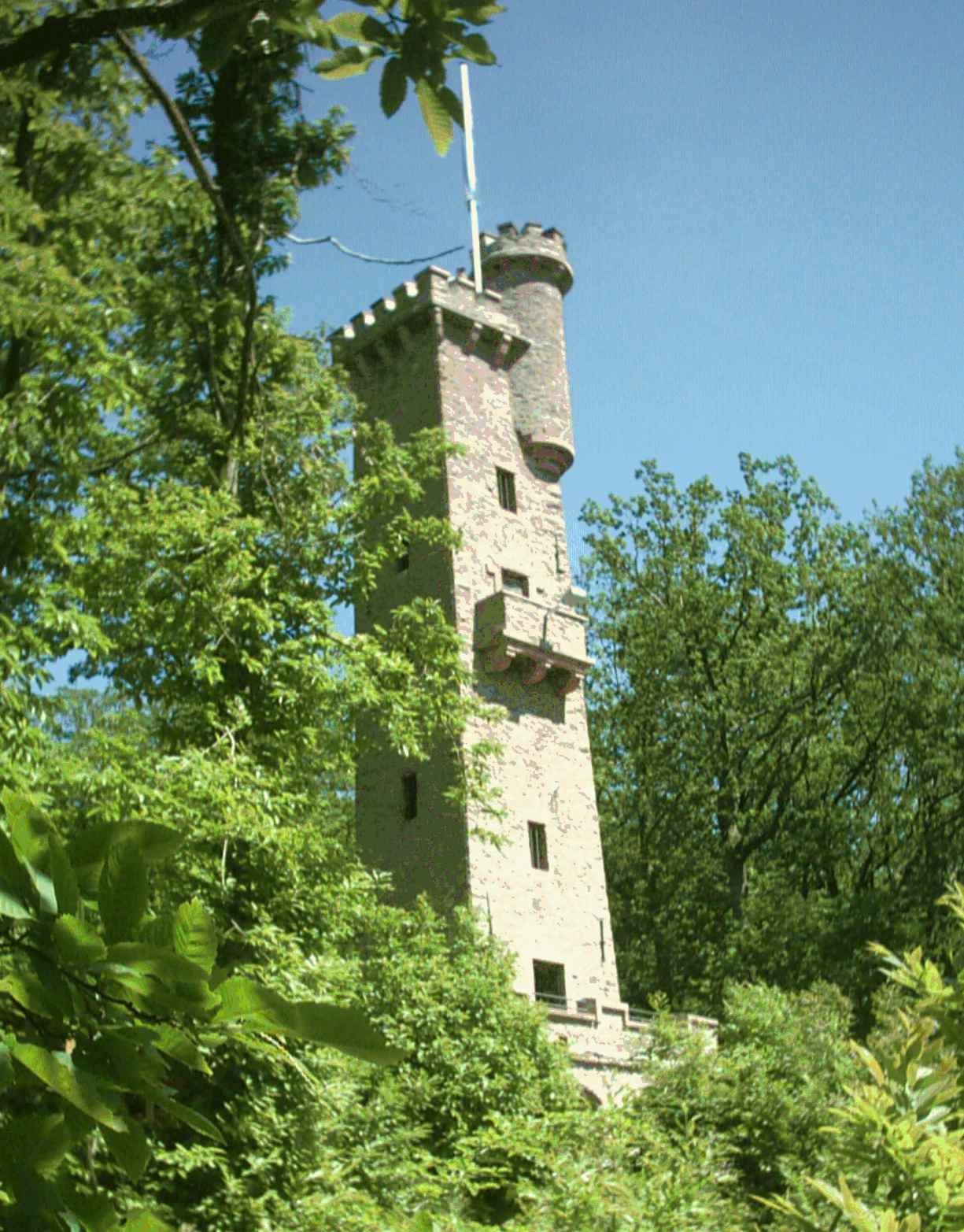
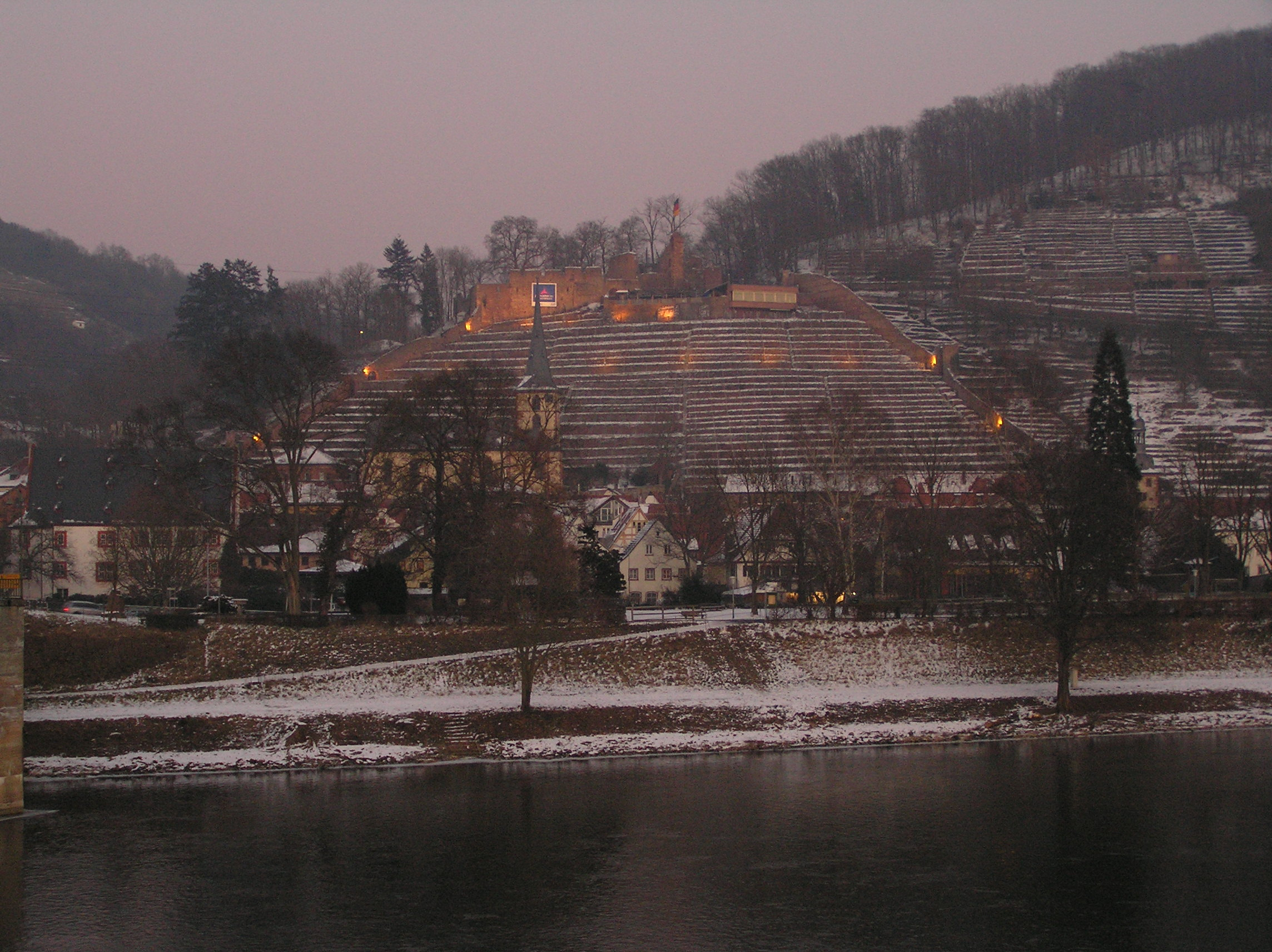